# Георгій Димитров (футболіст, 1959)
Георгій Димитров (болг. Георги Димитров, 14 січня 1959, Гледачево — 8 травня 2021, Софія) — болгарський футболіст, що грав на позиції захисника. Футболіст року в Болгарії (1985).
Виступав, зокрема, за ЦСКА (Софія) та «Сент-Етьєн», а також національну збірну Болгарії, з якою був учасником чемпіонату світу 1986 року. 

## Клубна кар'єра
У дорослому футболі дебютував 1976 року виступами за команду «Бероє», в якій провів один сезон, взявши участь у 27 матчах чемпіонату. Своєю грою за цю команду привернув увагу представників тренерського штабу клубу ЦСКА (Софія), до складу якого приєднався 1977 року. Відіграв за армійців з Софії наступні дев'ять сезонів своєї ігрової кар'єри. Більшість часу, проведеного у складі софійського ЦСКА, був основним гравцем захисту команди, провівши 222 гри з 19 голами в чемпіонаті і за цей час чотири рази вигравав чемпіонат Болгарії та двічі Кубок Болгарії. Крім того 1985 року Димитров був визнаний найкращим футболістом країни, а також посідав друге місце в опитуванні 1981 року і третє місце у 1982 та 1984 роках. На європейських турнірах з командою ЦСКА він став чвертьфіналістом Кубка чемпіонів у сезоні 1980/81 та півфіналістом у наступному сезоні 1981/82.
Після вдалих виступів на чемпіонаті світу 1986 року він перейшов у французький «Сент-Етьєн», де спочатку був основним гравцем, але по ходу другого сезону втратив місце в основі і по його завершенні повернувся у ЦСКА (Софія), з якою виграв «золотий дубль» у сезоні 1988/89. Всього протягом кар'єри Димитров провів за «армійців» 298 ігор в усіх турнірах і забив 34 голи.
Завершив ігрову кар'єру у команді «Славія» (Софія), за яку виступав протягом сезону 1989/90 років, ставши віце-чемпіоном країни. Всього за кар'єру у Групі «А» Димитров провів 283 матчі.
В подальшому був тренером «Велбажду», «Міньора» (Перник) та «Марека» (Дупниця), а також працював у ДЮШ ЦСКА з 2009 по 2013 рік.

## Виступи за збірну
29 листопада 1978 року дебютував в офіційних матчах у складі національної збірної Болгарії в грі відбору на Євро-1980 проти Північної Ірландії (0:0) у Софії.
У складі збірної був учасником чемпіонату світу 1986 року у Мексиці, де у статусі капітана зіграв у всіх чотирьох матчах, а його команда дійшла до 1/8 фіналу.
Останній матч за збірну провів 21 вересня 1988 року проти СРСР (2:2) у Софії. Загалом протягом кар'єри у національній команді, яка тривала 10 років, провів у її формі 77 матчів, забивши 6 голів, у 56 з яких був її капітаном.

## Титули і досягнення

### Командні
- Чемпіон Болгарії (5):

ЦСКА (Софія): 1980, 1981, 1982, 1983, 1989
- Володар Кубка Болгарії (3):

ЦСКА (Софія): 1983, 1985, 1989
- Володар Радянської Армії (3):

ЦСКА (Софія): 1985, 1986, 1989

### Особисті
- Футболіст року в Болгарії: 1985

## Особисте життя
У 1982 році Димитров приєднався до Комуністичної партії Болгарії і був членом партії до 1988 року, коли його виключили, тому що футболіст грав за «Сент-Етьєн» і прострочив виплату членського внеску.
Мав сина Мартина від невдалого шлюбу зі співачкою Кристиною Дмитровою.
Помер 8 травня 2021 року на 63-му році життя у місті Софія.